# 柳川筋
柳川筋（やながわすじ）は、大雲寺交差点から柳川を経て番町交差点まで結ぶ延長約1.7kmの通りである。1984年に行われた岡山市第1回道路愛称募集において命名された。

## 概要

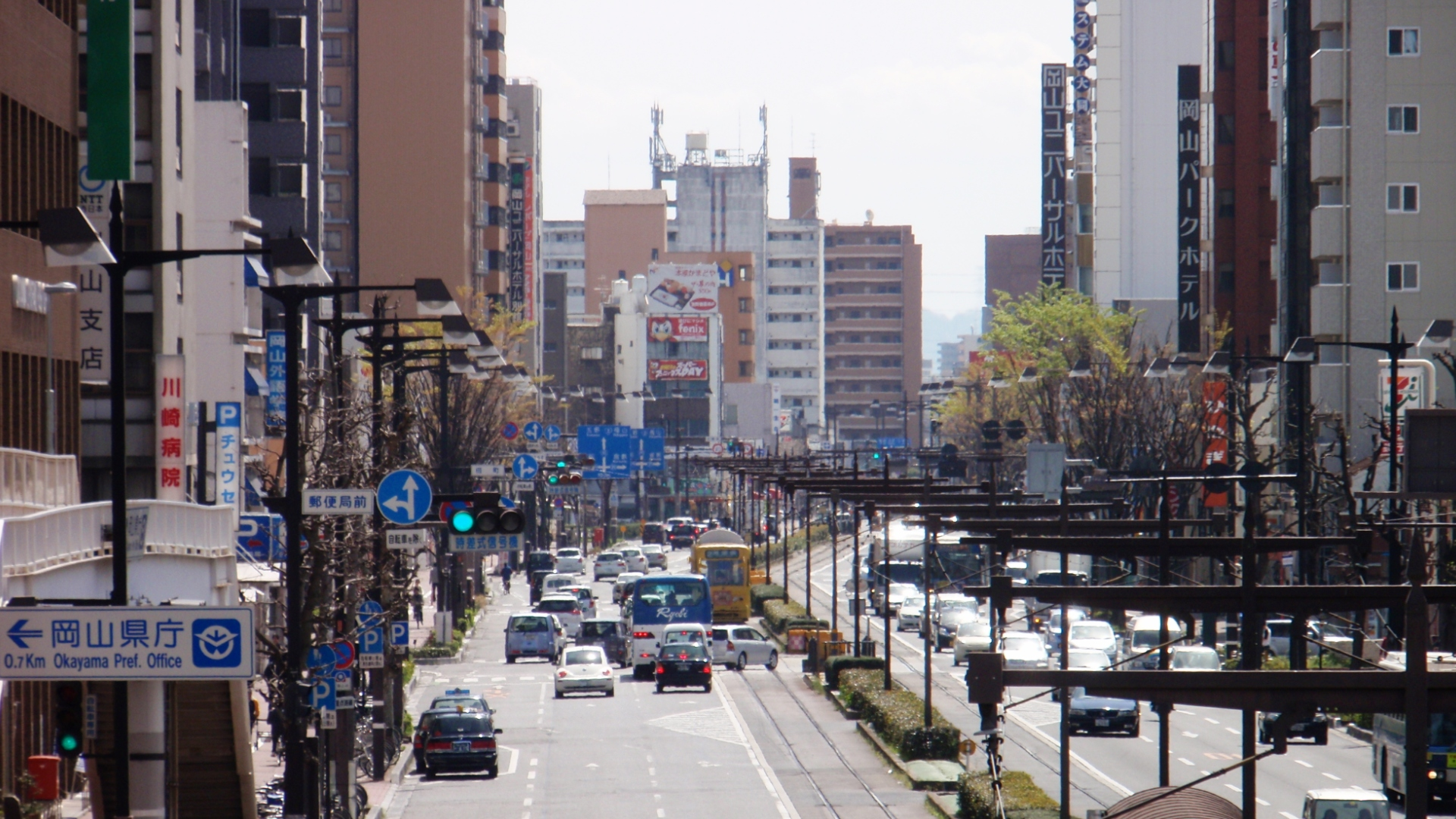
岡山市北区磨屋町付近から南方向を見る

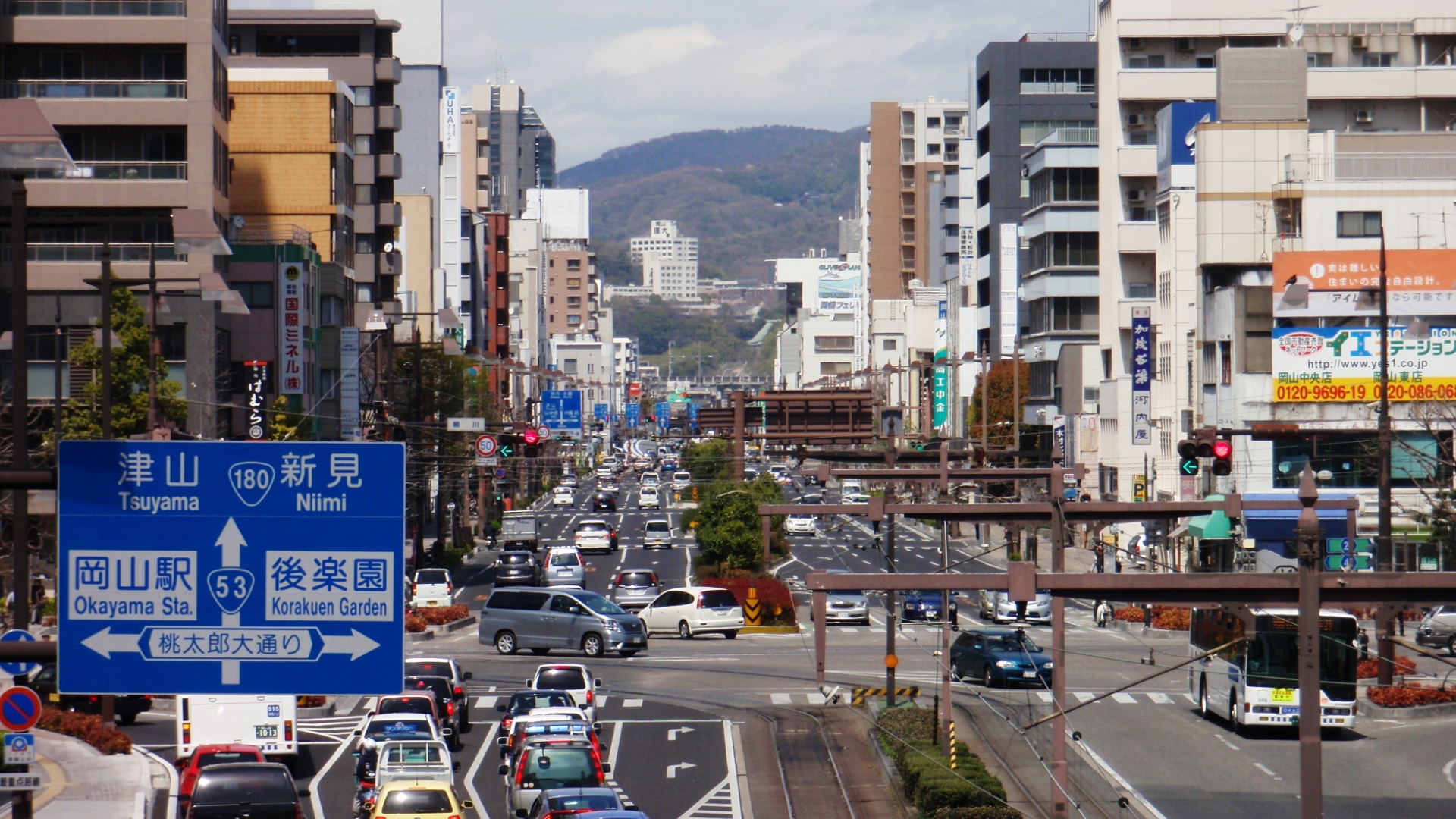
岡山市北区磨屋町付近から北方向、柳川交差点を見る

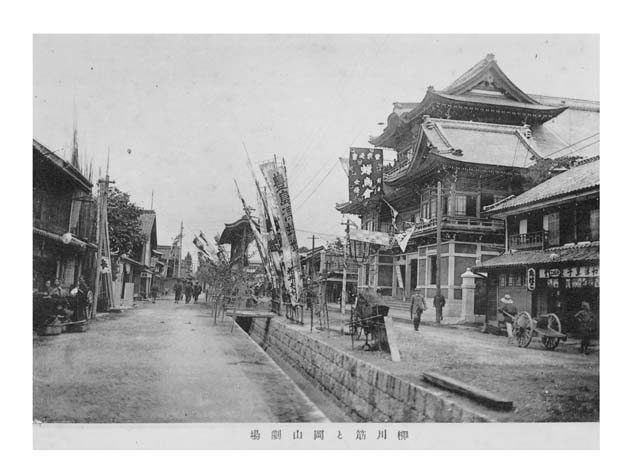
大正から昭和の頃

岡山市中心部を南北に貫き、沿道に繁華街である表町や歓楽街である田町や中央町がある主要道路である。
柳川交差点 - 大雲寺交差点は岡山電気軌道清輝橋線の軌道が中央を走っている。
富田町交差点以南は、江戸時代に岡山城主であった小早川秀秋が岡山城の近代化改装時に完成させた「二十日堀」と呼ばれる外堀の跡地である。愛称の由来は明治時代になって両側を埋め立て、中央を水路にして両岸に柳並木があったことからきている。

## 構成する道路
- 国道53号（一部）

岡山市北区東中央町（大雲寺交差点） - 北区弓之町（番町交差点）までの区間
- 国道180号（一部）

岡山市北区東中央町（大雲寺交差点） - 北区弓之町（番町交差点）までの区間（国道53号と重複）
- 県道27号岡山吉井線（一部）

岡山市北区野田屋町1丁目（柳川交差点） - 北区弓之町（番町交差点）までの区間（国道53号・国道180号と重複）

## 沿道施設
- 広島高等裁判所岡山支部
- 岡山地方裁判所
- 岡山家庭裁判所
- 岡山簡易裁判所
- 信金中央金庫岡山支店
- 商工組合中央金庫岡山支店
- ジブラルタ生命岡山ビル
- 産経新聞岡山支局
- 中国新聞岡山支局
- 朝日新聞岡山総局
- おかやま信用金庫野田屋町支店
- グレースタワー  - 三菱UFJ銀行岡山支店
- グレースタワー2
- 住友生命岡山ニューシティビル
- 四国銀行岡山支店
- 交通オアシスビル
- ニッセイ同和損保岡山ビル
- NTT西日本岡山支店
- クレド岡山
  - 紀伊國屋書店クレド岡山店
- 岡山中央郵便局
- 川崎医科大学総合医療センター
- 岡三証券岡山支店
- 山陰合同銀行岡山支店
- 愛媛銀行岡山支店
- 香川銀行岡山支店
- 伊予銀行岡山支店
- 新西大寺町商店街
- 三丁目劇場
- おかやま信用金庫新西大寺町支店
- 岡山ユニバーサルホテル
- あいおいニッセイ同和損保岡山ビル
- 大雲寺
- 路面電車岡山電気軌道清輝橋線柳川停留場、郵便局前停留場、田町停留場、新西大寺町筋停留場、大雲寺前停留場

## 交差する道路
- 上側が北側、下側が南側。左側が西側、右側が東側。
- 交差する道路の特記がないものは市道。
- キロポストは南側から北側へ振られている。

| 交差する道路                                       | 交差する道路                                | 交差する場所     | 岡山から (km) |
| -------------------------------------------------- | ------------------------------------------- | ---------------- | ------------- |
| 県道27号岡山吉井線 赤磐方面                        |                                             |                  |               |
| 国道53号（国道180号） 鳥取・新見方面               | 県道402号原尾島番町線 原尾島方面            | 番町             | 1.7           |
| ＜後楽園通り＞                                     | ＜後楽園通り＞                              | 富田町           | 1.4           |
|                                                    |                                             | 野田屋町         | 1.3           |
| 県道42号岡山停車場線 ＜桃太郎大通り＞岡山駅方面    | 県道27号岡山吉井線 ＜桃太郎大通り＞城下方面 | 柳川             | 1.0           |
| ＜オペラ通り＞                                     | -                                           | [交差点名称なし] | 0.9           |
|                                                    |                                             | 磨屋町           | 0.8           |
| ＜県庁通り＞                                       | ＜県庁通り＞                                | 郵便局前         | 0.7           |
| ＜あくら通り＞                                     | ＜あくら通り＞                              | 田町             | 0.5           |
|                                                    |                                             | 表町三丁目北     | 0.3           |
|                                                    |                                             | 表町三丁目       | 0.2           |
| 県道21号岡山児島線（県道162号岡山倉敷線） 倉敷方面 | 国道250号） ＜東山通り＞                    | 大雲寺           | 0.0           |
| 国道30号 玉野・岡山バイパス方面                    |                                             |                  |               |